# Istanbul Open 2016
Istanbul Open 2016 — тенісний турнір, що проходив на ґрунтових кортах у місті Стамбул, Туреччина з 25 квітня. Належав до категорії ATP World Tour 250.

## Фінальна частина

### Одиночний розряд
Дієго Шварцман —  Григор Димитров 6–7(5–7), 7–6(7–4), 6–0

### Парний розряд
Флавіо Чіполла /  Дуді Села —  Андрес Мольтені /  Дієго Шварцман 6–3, 5–7, [10–7]